# Королевские гонки Ру Пола (12 сезон)
Предстоящий двенадцатый сезон реалити-шоу «Королевские гонки Ру Пола» планируется к показу с 28 февраля 2020 года на телеканале VH1. О том, что новый сезон «гонок» выйдет в эфир стало известно в августе 2019, так как шоу получило рекордные 14 номинаций на «Эмми», также канал продлил на пятый сезон «Королевские гонки Ру Пола: Все звёзды» .

## Участники
| Королева           | Настоящее имя         | Возраст | Город                     | Результат                    |
| ------------------ | --------------------- | ------- | ------------------------- | ---------------------------- |
| Джейда Эссенс Холл | Джаред Джонсон        | 32      | Милуоки, Висконсин        | 1 место                      |
| Джиджи Гуд         | Самуэль Стивен Гегги  | 21      | Лос-Анджелес, Калифорния  | 2/3 место                    |
| Кристал Метид      | Коди Харнесс          | 28      | Спрингфилд, Миссури       | 2/3 место                    |
| Шерри Пай          | Джо Гуглиемелли       | 27      | Нью-Йорк, Нью-Йорк        | 4 место (дисквалифицирована) |
| Джеки Кокс         | Дариус Роз            | 34      | Нью-Йорк, Нью-Йорк        | 5 место                      |
| Хайди Н. Клозет    | Тревьен Энтони Чик    | 24      | Рамзер, Северная Каролина | 6 место                      |
| Уидоу Вон’Ду       | Рэй Фрай              | 30      | Канзас-Сити, Миссури      | 7 место                      |
| Джен               | Чарли Ментони         | 26      | Нью-Йорк, Нью-Йорк        | 8 место                      |
| Брита              | Джесс Хеви            | 34      | Нью-Йорк, Нью-Йорк        | 9 место                      |
| Эйден Зейн         | Дэвин Льюис           | 29      | Акуэрт, Джорджия          | 10 место                     |
| Ники Долл          | Карл Санчес           | 28      | Нью-Йорк, Нью-Йорк        | 11 место                     |
| Рок М. Сакура      | Брайан Стивен Бетфорд | 28      | Сан-Франциско, Калифорния | 12 место                     |
| Далия Син          | Эрик Энтони           | 28      | Лос-Анджелес, Калифорния  | 13 место                     |

## Судьи
Постоянные судьи
- Ру Пол
- Мишель Визаж
- Карсон Крессли

Приглашённые судьи
- Ники Минаж (1)
- Робин (2)
- Танди Ньютон (2)
- Оливия Манн (3)
- Лесли Джонс (4)
- Normani (5)
- Джонатан Беннетт (6)
- Дэниел Францезе (6)
- Александрия Окасио-Кортес (7)
- Винни Харлоу (7)
- Чака Хан (8)
- Джефф Голдблюм (9)
- Рэйчел Блум (9)
- Дейзи Ридли (10)
- Вупи Голдберг (11)